# Philippa York
Pour les articles homonymes, voir Millar.
 (juin 2019).
Si vous disposez d'ouvrages ou d'articles de référence ou si vous connaissez des sites web de qualité traitant du thème abordé ici, merci de compléter l'article en donnant les références utiles à sa vérifiabilité et en les liant à la section « Notes et références ».
Philippa York, née Robert Millar le 13 septembre 1958 à Glasgow, est une journaliste sportive et cycliste britannique, d'abord connue pour sa carrière sportive professionnelle dans les compétitions de cyclisme sur route masculin de 1980 à 1995.
Cycliste au caractère offensif, ayant remporté cinq étapes et deux maillots de meilleur grimpeur d'un grand tour (dont celui du Tour de France), deux fois deuxième du Tour d'Espagne et une fois du tour d'Italie, triple champion de Grande-Bretagne, Millar est l'un des meilleurs cyclistes de son pays, comme en témoigne son inscription en 2003 au Scottish Sports Hall of Fame, puis en 2009 comme membre fondateur du temple de la renommée de la fédération britannique de cyclisme.
Après sa carrière, Millar prend la voie du journalisme sportif et entame, au début des années 2000, une transition de genre mais ne le révèle publiquement qu'en juin 2017, continuant entre-temps à signer ses chroniques sous le nom de Robert Millar.

## Biographie
Millar est originaire de Glasgow. De milieu modeste, il utilise d'abord le vélo comme moyen de locomotion, puis découvre le cyclisme de compétition à l'âge de 16 ans, montrant tout de suite des aptitudes exceptionnelles pour ce sport dès lors que la route s'élève.

### 1978-1979
En 1978, il est sacré champion de Grande-Bretagne amateur. Il décide de tenter sa chance sur le continent et atterrit en France à l'AC Boulogne-Billancourt, un des plus grands clubs amateurs de l'époque, qui accueille chaque année plusieurs coureurs anglophones. Une très bonne saison 1979 avec l'ACBB, ponctuée d'une victoire à la Route de France, lui vaut un contrat professionnel avec la prestigieuse équipe Peugeot.

### 1980-1982
Les débuts professionnels de Robert Millar sont difficiles. Timide, végétarien, individualiste, l'Écossais et sa boucle d'oreille ont du mal à se fondre dans le moule d'une équipe française très traditionnelle. Il se distingue néanmoins par une belle prestation aux championnats du monde de cyclisme 1980 de Sallanches, accompagnant le futur vainqueur Bernard Hinault jusqu'au dernier tour de circuit pour terminer finalement 11e.
Millar s'installe à Troyes et se lie d'amitié avec son coéquipier Pascal Simon. Il se perfectionne en français et rêve de faire ses débuts dans le Tour de France. Cependant, le temps passe et Maurice De Muer, mythique directeur sportif de Peugeot, continue à juger Millar trop fragile et foncièrement limité en dehors de la montagne. De Muer lui offre peu de jours de courses et les quelques accessits glanés par l'Écossais lors de courses à étapes d'une semaine ne l'impressionnent guère. À la veille du départ du Tour de France 1982, Millar est écarté de l'équipe Peugeot au dernier moment au profit du vétéran André Chalmel. Furieux, l'Écossais  met les choses au point lors du Tour de l'Avenir 1982 qu'il termine à la 2e place derrière un intouchable Greg LeMond.

### 1983-1987
L'année suivante, un tandem constitué de Roland Berland et Roger Legeay remplace Maurice De Muer à la tête du groupe sportif Peugeot. Millar accroche le podium sur le Dauphiné et peut enfin participer au Tour de France. Il remporte l'étape pyrénéenne, alors que l'équipe Peugeot déplore la malchance de Pascal Simon qui, victime d'une chute, ne peut défendre son maillot jaune dans les Alpes. Millar se classe 14e de ce Tour. En 1984, Il se voit confier de nouvelles responsabilités au sein de l'équipe et se révèle à la hauteur du challenge, obtenant la 4e place au Tour de France 1984, ainsi que le maillot à pois de meilleur grimpeur. Sa promotion provoque quelques grincements de dents au sein de l'équipe.
En 1985, Millar termine 2e du Tour d'Espagne 1985 derrière Pedro Delgado. Il s'agit d'une défaite amère pour lui, victime d'une coalition peu glorieuse de tous les groupes sportifs ibériques alors qu'il porte le maillot de leader à deux jours de l'arrivée. Millar retient surtout de cette mésaventure la faiblesse de Peugeot et la naïveté de son patron Roland Berland. Il ne cache plus son intention de changer d'air afin de trouver une équipe lui permettant de donner une nouvelle dimension à sa carrière. L'ambiance n'est donc pas au beau fixe chez Peugeot pendant le Tour de France 1985 que Millar termine à une décevante 11e place. L'Écossais maintient son rang en remportant sa première course à étapes chez les pros, le Tour de Catalogne, enlevé au nez et à la barbe de Sean Kelly. C'est à cette époque que Millar épouse Sylvie, la belle-sœur de Jérôme Simon, qui lui donnera un fils, Edward.
Comme annoncé, Millar quitte la maison Peugeot pour la puissante formation néerlandaise Panasonic dirigée par le très martial Peter Post, ce transfert constituant une excellente opération pour le Britannique sur le plan financier. Millar échoue cependant encore à la Vuelta, battu cette fois par Álvaro Pino.
Dans le Tour de France 1986, très montagneux, on le présente comme un des principaux rivaux de Bernard Hinault et Greg LeMond. Millar fait illusion jusqu'aux Alpes puis s'effondre, au grand dam de Post.
En 1987, l'Écossais s'aligne au Tour d'Italie 1987 au sein d'une très forte formation Panasonic, qui placera quatre coureurs dans les dix premiers du classement général. Tiraillé entre les ambitions de son jeune équipier Erik Breukink et son amitié avec Stephen Roche, Millar effectue une course par trop attentiste et doit se contenter d'une nouvelle 2e place au classement final, avec le grand prix de la montagne et une étape comme lots de consolation.

### 1988-1995
En 1988, fatigué par le rôle de leader et la pression qu'il implique, Millar décide de se mettre au service de son ami Roche au sein de l'équipe Fagor. Malheureusement l'Irlandais est blessé durant la majeure partie de la saison et les rapports avec le sponsor deviennent de plus en plus tendus au fil des mois. Millar, passablement éprouvé, brouillé avec Roche, décide alors de rentrer au bercail en l'occurrence Peugeot, devenue depuis deux ans Z-Peugeot. Il y retrouve Roger Legeay et le plaisir de courir. Il remporte, entre autres, le Dauphiné ainsi que le Tour de Grande-Bretagne et n'hésite pas à payer de sa personne pour assister Ronan Pensec et Greg LeMond lors du Tour de France 1990.
À 33 ans, Millar quitte cependant Z pour le groupe hollandais TVM et une belle poignée de florins. Sur le déclin, sa carrière est entachée par un contrôle positif à la testostérone, lors du Tour d'Espagne 1992.
Le dernier employeur de Millar est Le Groupement en 1995, nouvelle formation dont le leader est Luc Leblanc. C'est avec le fiasco amenant la fin prématurée de cette équipe en juin que s'achève sa carrière professionnelle, trois jours après avoir remporté à 37 ans et pour la première fois de sa carrière le championnat masculin de Grande-Bretagne chez les professionnels.

### Depuis 1996

#### Responsabilités sportives
Retraité des pelotons, Millar reste dans le milieu du vélo d'abord comme consultant pour la Fédération britannique de cyclisme (BCF). En 1997, il s'occupe de l'équipe amateur de Grande-Bretagne, officiant par exemple au Tour de l'Avenir en qualité de directeur sportif. Lassé des querelles incessantes au sein de la BCF, il jette cependant l'éponge en 1998.

#### Journalisme sportif
Entre 1996 et 2002, Millar collabore également à de nombreux magazines anglais et américains, évoquant la compétition ou le matériel avec une plume incisive.
Millar quitte la carrière sportive et collabore à  cyclingnews.com. Après son coming out en 2017, Philippa York continue à collaborer avec cyclingnews, chroniquant notamment le Tour de France.

### Vie privée
En 2007, Robert Millar débute un processus de transition et change son identité officiellement pour être connue sous le nom de Philippa York,,. York fait son coming out public en 2017 sur le site cyclingnews.com, pour lequel elle continuait à contribuer sous son ancien nom afin de se protéger et protéger ses proches. Le jeune cycliste David Millar, parfois confondu avec son illustre homonyme, publie une lettre ouverte rendant hommage à Pippa York, une des plus grandes cyclistes britanniques. Dans plusieurs interviews, Philippa York explique avoir ressenti un mal-être lié à son genre dès l'enfance, et qui s'est accentué quand elle avait une trentaine d'années ; la transition de genre qu'elle a menée lui apporte beaucoup d'épanouissement.

## Palmarès

### Palmarès amateur
| - 1976 - Champion d'Écosse sur route juniors - Chryston Wheelers Grand Prix - Glasgow Centre 50 Time Trial - Lake of Monteith - APR - 1977 - Champion d'Écosse de la montagne - Davey Bell Memorial - 2e épreuve de la Glasgow Regent CC Road Race - Glasgow District Championship Hill Climb - Barrhead Burgh Trophy - Wallacehill - APR - Tour de Campsie - Glasgow Wheelers Mountain Time Trial - 1978 - Champion de Grande-Bretagne sur route amateurs - Tour de Trossachs - Drummond Trophy - Tour of the Peak - Glasgow Grand Prix - 2e du Star Trophy Road Series - 2e du Manx Trophy | - 1979 - Champion de Grande-Bretagne sur route amateurs - Palme d'or Merlin-Plage - British Wool Grand Prix - Grand Prix de Grasse - Grand Prix de la Boucherie - Chrono Madeleinois - Paris-Évreux - Route de France : - Classement général - 3e étape - Grand Prix de Lillers - 3e étape du Tour d'Irlande - 3e du Tour du Haut-Languedoc - 4e du championnat du monde sur route amateurs |  |

### Palmarès professionnel
| - 1980 - 2e du Tour du Vaucluse - 3e du Trophée des grimpeurs - 8e du Tour de Romandie - 1981 - 6e du Critérium du Dauphiné libéré - 7e du Tour de Romandie - 1982 - 2e du Tour de l'Avenir - 7e du Tour de Romandie - 1983 - 10e étape du Tour de France - 1reb étape de l'Étoile des Espoirs (contre-la-montre par équipes) - 2e du Critérium du Dauphiné libéré - 1984 - 2e étape du Tour de Romandie - 4e étape du Grand Prix du Midi libre - Tour de France : - Classement de la montagne - 11e étape - 2e de Nice-Alassio - 2e du Tour du Haut-Var - 4e du Grand Prix du Midi libre - 4e du Tour de France - 5e du Tour de Romandie - 6e de Paris-Nice - 6e du championnat du monde sur route - 1985 - Tour de Catalogne - 2e du Tour d'Espagne - 3e du Tour du Piémont - 6e de Paris-Nice - 9e du Critérium du Dauphiné libéré - 9e du Super Prestige Pernod - 10e du championnat du monde sur route - 1986 - 6e étape du Tour d'Espagne - 2e du Tour d'Espagne - 2e du Tour de Suisse - 1987 - Tour d'Italie : - Classement de la montagne - 21e étape - 2e du Tour d'Italie - 4e du Tour de Romandie - 5e de Liège-Bastogne-Liège | - 1988 - 2e de l'Arrateko Igoera - 3e de Liège-Bastogne-Liège - 3e du Critérium international - 3e de la Route du Sud - 6e du Tour d'Espagne - 9e de Paris-Nice - 1989 - 4e étape du Tour de Romandie - 6eb étape du Critérium du Dauphiné libéré (contre-la-montre) - 10e étape du Tour de France - Tour de Grande-Bretagne - 2e du Critérium du Dauphiné libéré - 2e du Grand Prix de Wallonie - 3e du Tour de Romandie - 9e du Grand Prix des Amériques - 10e du Tour de France - 1990 - 4e étape du Tour de Romandie - Critérium du Dauphiné libéré - 2e du Tour de Romandie - 2e du Tour de Suisse - 2e du Tour de Grande-Bretagne - 4e du Tour de Lombardie - 9e de la Flèche wallonne - 1991 - 5e étape du Tour de Suisse (contre-la-montre) - 2e du Tour de Romandie - 2e de la Classique des Alpes - 4e du Critérium du Dauphiné libéré - 5e du Tour de Suisse - 5e du Grand Prix des Amériques - 1992 - 9e de Liège-Bastogne-Liège - 1993 - 2e du Tour des vallées minières - 1995 - Champion de Grande-Bretagne sur route - Manx Trophy |  |

### Résultats sur les grands tours

#### Tour de France
11 participations :
- 1983 : 14e, vainqueur de la 10e étape
- 1984 : 4e,  vainqueur du classement de la montagne et de la 11e étape
- 1985 : 11e
- 1986 : abandon (21e étape)
- 1987 : 19e
- 1988 : abandon (18e étape)
- 1989 : 10e, vainqueur de la 10e étape
- 1990 : abandon (15e étape)
- 1991 : 72e
- 1992 : 18e
- 1993 : 24e

#### Tour d'Italie
1 participation
- 1987 : 2e,  vainqueur du classement de la montagne et de la 21e étape.

#### Tour d'Espagne
6 participations :
- 1985 : 2e,  leader durant 8 jours
- 1986 : 2e, vainqueur de la 6e étape,  leader durant 5 jours
- 1988 : 6e
- 1992 : 20e
- 1993 : 15e
- 1994 : abandon (5e étape)